# Copa Real Federación Española de Fútbol (fase autonómica de la Comunidad de Madrid)
La fase autonómica de la Comunidad de Madrid de la Copa Real Federación Española de Fútbol, es un campeonato oficial organizado por la Real Federación de Fútbol de Madrid (RFFM), bajo el auspicio de la Real Federación Española de Fútbol (RFEF), que enfrenta anualmente a algunos equipos de Madrid.

## Historia
En la temporada 1993-94 se recupera la Copa Real Federación Española de Fútbol. Esta fase se desarrollará a nivel regional y podrán participar, mediante inscripción voluntaria, todos los equipos de la correspondiente federación territorial, de Primera Federación, Segunda Federación y Tercera Federación, de la pasada temporada que no se hayan clasificado bien a la Copa del Rey, o bien a la fase nacional de la Copa Real Federación Española de Fútbol.
El campeón acude a la fase nacional de la Copa Real Federación Española de Fútbol.
En función de lo que marque el Reglamento de Competiciones de Ámbito Estatal para la temporada, cada federación regional tendrá que comunicar, en fecha que determine el Departamento de Competiciones, el nombre del equipo que hubiese adquirido el derecho para 
participar en la Fase Nacional.

## Ediciones
| Edición | Temp.   | Campeón                          | Subcampeón                       | Resultado         |
| ------- | ------- | -------------------------------- | -------------------------------- | ----------------- |
| I       | 1993-94 | U. D. San Sebastián de los Reyes | Real Madrid "C"                  | Liga de 7 equipos |
| II      | 1994-95 | A. D. Parla                      | C. D. Las Rozas                  | - / 3-2           |
| III     | 1995-96 | Real Aranjuez                    | A. D. Parla                      | 2-1 / 1-2 (pen.)  |
| IV      | 1996-97 | D. A. V. Santa Ana               | C. U. Collado Villalba           | Liga de 5 equipos |
| V       | 1997-98 | R. S. D. Alcalá                  | Real Aranjuez                    | 0-0 / 2-1         |
| VI      | 1998-99 | Atlético Amorós                  | D. A. V. Santa Ana               | 1-0 / 2-0         |
| VII     | 1999-00 | Las Rozas C. F.                  | D. A. V. Santa Ana               | 3-1 / -           |
| VIII    | 2000-01 | C. D. Coslada                    | Real Madrid "C"                  | 1-1 / 2-0         |
| IX      | 2001-02 | D. A. V. Santa Ana               | A. D. Orcasitas                  | 0-1 / 3-1         |
| X       | 2002-03 | Real Madrid "C"                  | A. D. Orcasitas                  | 2-0 / 2-0         |
| XI      | 2003-04 | A. D. Orcasitas                  | Real Madrid "C"                  | 2-1 / 3-2         |
| XII     | 2004-05 | C. D. A. Navalcarnero            | Rayo Vallecano "B"               | 0-2 / 3-0         |
| XIII    | 2005-06 | Rayo Vallecano "B"               | C. D. A. Navalcarnero            | 2-0 / 1-1         |
| XIV     | 2006-07 | Rayo Vallecano "B"               | C. D. Leganés                    | 2-0 / 0-2 (pen.)  |
| XV      | 2007-08 | Real Madrid "C"                  | Rayo Vallecano "B"               | 1-1 / 2-1         |
| XVI     | 2008-09 | Rayo Vallecano "B"               | C. D. Leganés                    | Liga de 3 equipos |
| XVII    | 2009-10 | U. D. San Sebastián de los Reyes | C. D. Móstoles                   | 4-4 (pen.)        |
| XVIII   | 2010-11 | Las Rozas C. F.                  | Rayo Vallecano "B"               | 1-1 (pen.)        |
| XIX     | 2011-12 | Rayo Vallecano "B"               | U. D. San Sebastián de los Reyes | 4-2               |
| XX      | 2012-13 | C. D. Puerta Bonita              | U. D. San Sebastián de los Reyes | 2-1 / 1-1         |
| XXI     | 2013-14 | Atlético de Pinto                | R. S. D. Alcalá                  | Liga de 5 equipos |
| XXII    | 2014-15 | C. D. Móstoles URJC              | Atlético de Pinto                | 1-1 / 1-0         |
| XXIII   | 2015-16 | C. D. Móstoles URJC              | Alcobendas Sport                 | Liga de 3 equipos |
| XXIV    | 2016-17 | C. F. Fuenlabrada                | Alcobendas Sport                 | Liga de 4 equipos |
| XXV     | 2017-18 | U. D. San Sebastián de los Reyes | Alcobendas Sport                 | 3-1               |
| XXVI    | 2018-19 | Alcobendas Sport                 | U. D. San Sebastián de los Reyes | Liga de 3 equipos |
| XXVII   | 2019-20 | C. D. Móstoles URJC              | C. D. A. Navalcarnero            | 2-0               |
| XXVIII  | 2020-21 | C. D. Móstoles URJC              | U. D. San Sebastián de los Reyes | Triangular        |
| XXIX    | 2021-22 | C. D. A. Navalcarnero            | Las Rozas C. F.                  | 3-0               |
| XXX     | 2022-23 | R. S. D. Alcalá                  | C. D. E. Ursaria                 | 0-0 (4:2 pen.)    |
| XXXI    | 2023-24 | A. D. Unión Adarve               | U. D. San Sebastián de los Reyes | 1-0 (t.s.)        |
| XXXII   | 2024-25 | Las Rozas C. F.                  | C. F. Fuenlabrada                | 2-1               |
| XXXIII  | 2025-26 | Bandera de ?                     | Bandera de ?                     |                   |

## Palmarés
| Equipo                           | Títulos | Temporadas                          | Subcampeonatos | Temporadas                                   |
| -------------------------------- | ------- | ----------------------------------- | -------------- | -------------------------------------------- |
| Rayo Vallecano "B"               | 4       | 2005-06, 2006-07, 2008-09, 2011-12. | 3              | 2004-05, 2007-08, 2010-11.                   |
| C. D. Móstoles URJC              | 4       | 2014-15, 2015-16, 2019-20, 2020-21. | -              | -                                            |
| U. D. San Sebastián de los Reyes | 3       | 1993-94, 2009-10, 2017-18.          | 5              | 2011-12, 2012-13, 2018-19, 2020-21, 2023-24. |
| Las Rozas C. F.                  | 3       | 1999-00, 2010-11, 2024-25.          | 2              | 1994-95,(1) 2021-22.                         |
| Real Madrid "C"                  | 2       | 2002-03, 2007-08.                   | 3              | 1993-94, 2000-01, 2003-04.                   |
| D. A. V. Santa Ana               | 2       | 1996-97, 2001-02.                   | 2              | 1998-99, 1999-00.                            |
| C. D. A. Navalcarnero            | 2       | 2004-05, 2021-22.                   | 2              | 2005-06, 2019-20.                            |
| R. S. D. Alcalá                  | 2       | 1997-98, 2022-23.                   | 1              | 2013-14.                                     |
| Alcobendas Sport                 | 1       | 2018-19.                            | 3              | 2015-16, 2016-17, 2017-18.                   |
| A. D. Orcasitas                  | 1       | 2003-04.                            | 2              | 2001-02, 2002-03.                            |
| A. D. Parla                      | 1       | 1994-95.                            | 1              | 1995-96.                                     |
| Real Aranjuez                    | 1       | 1995-96.                            | 1              | 1997-98.                                     |
| Atlético de Pinto                | 1       | 2013-14.                            | 1              | 2014-15.                                     |
| C. F. Fuenlabrada                | 1       | 2016-17.                            | 1              | 2024-25.                                     |
| Atlético Amorós                  | 1       | 1998-99.                            | -              | -                                            |
| C. D. Coslada                    | 1       | 2000-01.                            | -              | -                                            |
| C. D. Puerta Bonita              | 1       | 2012-13.                            | -              | -                                            |
| A. D. Unión Adarve               | 1       | 2023-24.                            | -              | -                                            |
| C. D. Leganés                    | -       | -                                   | 2              | 2006-07, 2008-09.                            |
| C. U. Collado Villalba           | -       | -                                   | 1              | 1996-97.                                     |
| C. D. Móstoles                   | -       | -                                   | 1              | 2009-10.                                     |
| C. D. E. Ursaria                 | -       | -                                   | 1              | 2022-23.                                     |

### Títulos por municipios
| Municipio                  | Títulos | Subcamp. | Campeones | Subcampeones                                                                              |
| -------------------------- | ------- | -------- | --- | ----------------------------------------------------------------------------------------- |
| Madrid                     | 12      | 10       | Rayo Vallecano "B" (4), D. A. V. Santa Ana (2), Real Madrid "C" (2), A. D. Orcasitas (1), Atlético Amorós (1), C. D. Puerta Bonita (1) y A. D. Unión Adarve (1) | Rayo Vallecano "B" (3), D. A. V. Santa Ana (2), Real Madrid "C" (3) y A. D. Orcasitas (2) |
| Móstoles                   | 4       | 1        | C. D. Móstoles URJC (4) | C. D. Móstoles (1)                                                                        |
| San Sebastián de los Reyes | 3       | 5        | U. D. San Sebastián de los Reyes (3) | U. D. San Sebastián de los Reyes (5)                                                      |
| Las Rozas de Madrid        | 3       | 2        | Las Rozas C. F. (3) | C. D. Las Rozas (1)(1) y Las Rozas C. F. (1)                                              |
| Navalcarnero               | 2       | 2        | C. D. A. Navalcarnero (2) | C. D. A. Navalcarnero (2)                                                                 |
| Alcalá de Henares          | 2       | 1        | R. S. D. Alcalá (2) | R. S. D. Alcalá (1)                                                                       |
| Alcobendas                 | 1       | 3        | Alcobendas Sport (1) | Alcobendas Sport (3)                                                                      |
| Parla                      | 1       | 1        | A. D. Parla (1) | A. D. Parla (1)                                                                           |
| Aranjuez                   | 1       | 1        | Real Aranjuez (1) | Real Aranjuez (1)                                                                         |
| Pinto                      | 1       | 1        | Atlético de Pinto (1) | Atlético de Pinto (1)                                                                     |
| Fuenlabrada                | 1       | 1        | C. F. Fuenlabrada (1) | C. F. Fuenlabrada (1)                                                                     |
| Coslada                    | 1       | -        | C. D. Coslada (1) | -                                                                                         |
| Leganés                    | -       | 2        | - | C. D. Leganés (2)                                                                         |
| Collado Villalba           | -       | 1        | - | C. U. Collado Villalba (1)                                                                |
| Cobeña                     | -       | 1        | - | C. D. E. Ursaria (1)                                                                      |

## Temporadas
Temporada 2025-26
Se inscribieron 8 equipos que fueron divididos en dos grupo de cuatro. Se disputó a una vuelta, de todos contra todos, en tres jornadas.
La final se jugará en los Campos de fútbol Ernesto Cotorruelo o Valdebernardo de Madrid.
Fase de Grupos
Grupo A
| Equipo       | PJ | G | E | P | GF | GC | DG | Pts |
| ------------ | -- | - | - | - | -- | -- | -- | --- |
| Bandera de ? | –  | – | – | – | –  | –  | –  | –   |
| Bandera de ? | –  | – | – | – | –  | –  | –  | –   |
| Bandera de ? | –  | – | – | – | –  | –  | –  | –   |
| Bandera de ? | –  | – | – | – | –  | –  | –  | –   |

Resultados
Jornada 1 (13/8/2025)
| Local           | Resultado | Visitante                        |
| --------------- | --------- | -------------------------------- |
| México F. C.    | 0 - 0     | A. D. Unión Adarve               |
| Las Rozas C. F. | 1 - 1     | U. D. San Sebastián de los Reyes |

Jornada 2 (16 y 17/8/2025)
| Local                            | Resultado | Visitante       |
| -------------------------------- | --------- | --------------- |
| U. D. San Sebastián de los Reyes | -         | México F. C.    |
| A. D. Unión Adarve               | -         | Las Rozas C. F. |

Jornada 3 (20/8/2025)
| Local              | Resultado | Visitante                        |
| ------------------ | --------- | -------------------------------- |
| México F. C.       | -         | Las Rozas C. F.                  |
| A. D. Unión Adarve | -         | U. D. San Sebastián de los Reyes |

Grupo B
| Equipo       | PJ | G | E | P | GF | GC | DG | Pts |
| ------------ | -- | - | - | - | -- | -- | -- | --- |
| Bandera de ? | –  | – | – | – | –  | –  | –  | –   |
| Bandera de ? | –  | – | – | – | –  | –  | –  | –   |
| Bandera de ? | –  | – | – | – | –  | –  | –  | –   |
| Bandera de ? | –  | – | – | – | –  | –  | –  | –   |

Resultados
Jornada 1 (13/8/2025)
| Local                | Resultado | Visitante                      |
| -------------------- | --------- | ------------------------------ |
| C. D. Móstoles URJC  | 0 - 0     | S. A. D. Villaverde San Andrés |
| A. D. Torrejón C. F. | 1 - 1     | A. D. Parla                    |

Jornada 2 (17/8/2025)
| Local                          | Resultado | Visitante            |
| ------------------------------ | --------- | -------------------- |
| S. A. D. Villaverde San Andrés | -         | A. D. Torrejón C. F. |
| A. D. Parla                    | -         | C. D. Móstoles URJC  |

Jornada 3 (20/8/2025)
| Local                          | Resultado | Visitante            |
| ------------------------------ | --------- | -------------------- |
| C. D. Móstoles URJC            | -         | A. D. Torrejón C. F. |
| S. A. D. Villaverde San Andrés | -         | A. D. Parla          |

Final (24/8/2025)
| Local        | Resultado | Visitante    |
| ------------ | --------- | ------------ |
| Bandera de ? | -         | Bandera de ? |

| Campeón X título |

Temporada 2024-25
Se inscribieron 7 equipos que fueron divididos en dos grupo de cuatro y tres respectivamente. Se disputó a una vuelta, de todos contra todos, en tres jornadas.
La final se jugó en los Campos de fútbol Ernesto Cotorruelo de Madrid.
Fase de Grupos
Grupo A
| Equipo               | PJ | G | E | P | GF | GC | DG | Pts |
| -------------------- | -- | - | - | - | -- | -- | -- | --- |
| Las Rozas C. F.      | 2  | 2 | 0 | 0 | 2  | 0  | +2 | 6   |
| C. D. Canillas       | 2  | 1 | 0 | 1 | 1  | 1  | 0  | 3   |
| C. D. F. Tres Cantos | 2  | 0 | 0 | 2 | 0  | 2  | -2 | 0   |
| C. D. E. Ursaria*    | –  | – | – | – | –  | –  | –  | –   |

(*) El C. D. E. Ursaria abandonó el campeonato.
Resultados
Jornada 1 (14/8/2024)
| Local                | Resultado  | Visitante       |
| -------------------- | ---------- | --------------- |
| C. D. E. Ursaria     | Suspendido | C. D. Canillas  |
| C. D. F. Tres Cantos | 0–1        | Las Rozas C. F. |

Jornada 2 (18/8/2024)
| Local           | Resultado  | Visitante            |
| --------------- | ---------- | -------------------- |
| Las Rozas C. F. | Suspendido | C. D. E. Ursaria     |
| C. D. Canillas  | 1–0        | C. D. F. Tres Cantos |

Jornada 3 (21/8/2024)
| Local            | Resultado  | Visitante            |
| ---------------- | ---------- | -------------------- |
| Las Rozas C. F.  | 1–0        | C. D. Canillas       |
| C. D. E. Ursaria | Suspendido | C. D. F. Tres Cantos |

Grupo B
| Equipo                | PJ | G | E | P | GF | GC | DG | Pts |
| --------------------- | -- | - | - | - | -- | -- | -- | --- |
| C. F. Fuenlabrada     | 2  | 2 | 0 | 0 | 4  | 0  | +4 | 6   |
| C. D. A. Navalcarnero | 2  | 1 | 0 | 1 | 1  | 1  | 0  | 3   |
| A. D. Torrejón C. F.  | 2  | 0 | 0 | 2 | 0  | 4  | -4 | 0   |

Resultados
Jornada 1 (14/8/2024)
| Local             | Resultado | Visitante            |
| ----------------- | --------- | -------------------- |
| C. F. Fuenlabrada | 3–0       | A. D. Torrejón C. F. |

- Descansa: C. D. A. Navalcarnero

Jornada 2 (17/8/2024)
| Local                 | Resultado | Visitante         |
| --------------------- | --------- | ----------------- |
| C. D. A. Navalcarnero | 0–1       | C. F. Fuenlabrada |

- Descansa: A. D. Torrejón C. F.

Jornada 3 (21/8/2024)
| Local                | Resultado | Visitante             |
| -------------------- | --------- | --------------------- |
| A. D. Torrejón C. F. | 0–1       | C. D. A. Navalcarnero |

- Descansa: C. F. Fuenlabrada

Final (28/8/2024)
| Local           | Resultado | Visitante         |
| --------------- | --------- | ----------------- |
| Las Rozas C. F. | 2–1       | C. F. Fuenlabrada |

| Campeón Las Rozas Club de Fútbol 3.° título |

Temporada 2023-24
Se inscribieron 8 equipos que fueron divididos en dos grupo de cuatro. Se disputó a una vuelta, de todos contra todos, en tres jornadas.
La final se jugó en los Campos de fútbol Ernesto Cotorruelo de Madrid.
Fase de Grupos
Grupo A
| Equipo                           | PJ | G | E | P | GF | GC | DG | Pts |
| -------------------------------- | -- | - | - | - | -- | -- | -- | --- |
| U. D. San Sebastián de los Reyes | 3  | 2 | 1 | 0 | 6  | 1  | +5 | 7   |
| C. F. Fuenlabrada                | 3  | 1 | 2 | 0 | 5  | 2  | +3 | 5   |
| Las Rozas C. F.                  | 3  | 1 | 1 | 1 | 3  | 4  | -1 | 4   |
| R. S. D. Alcalá                  | 3  | 0 | 0 | 3 | 1  | 8  | -7 | 0   |

Resultados
Jornada 1 (16/8/2023)
| Local             | Resultado | Visitante                        |
| ----------------- | --------- | -------------------------------- |
| C. F. Fuenlabrada | 1–1       | U. D. San Sebastián de los Reyes |
| Las Rozas C. F.   | 2–1       | R. S. D. Alcalá                  |

Jornada 2 (19 y 20/8/2023)
| Local                            | Resultado | Visitante         |
| -------------------------------- | --------- | ----------------- |
| U. D. San Sebastián de los Reyes | 2–0       | Las Rozas C. F.   |
| R. S. D. Alcalá                  | 0–3       | C. F. Fuenlabrada |

Jornada 3 (23/8/2023)
| Local                            | Resultado | Visitante       |
| -------------------------------- | --------- | --------------- |
| C. F. Fuenlabrada                | 1–1       | Las Rozas C. F. |
| U. D. San Sebastián de los Reyes | 3–0       | R. S. D. Alcalá |

Grupo B
| Equipo                   | PJ | G | E | P | GF | GC | DG | Pts |
| ------------------------ | -- | - | - | - | -- | -- | -- | --- |
| A. D. Unión Adarve       | 3  | 2 | 1 | 0 | 6  | 4  | +2 | 7   |
| C. F. Pozuelo de Alarcón | 3  | 1 | 2 | 0 | 4  | 3  | +1 | 5   |
| C. D. Móstoles URJC      | 3  | 0 | 2 | 1 | 3  | 4  | -1 | 2   |
| A. D. Torrejón C. F.     | 3  | 0 | 1 | 2 | 4  | 6  | -2 | 1   |

Resultados
Jornada 1 (17/8/2023)
| Local                    | Resultado | Visitante           |
| ------------------------ | --------- | ------------------- |
| C. F. Pozuelo de Alarcón | 1–1       | A. D. Unión Adarve  |
| A. D. Torrejón C. F.     | 1–1       | C. D. Móstoles URJC |

Jornada 2 (20/8/2023)
| Local               | Resultado | Visitante                |
| ------------------- | --------- | ------------------------ |
| A. D. Unión Adarve  | 3–2       | A. D. Torrejón C. F.     |
| C. D. Móstoles URJC | 1–1       | C. F. Pozuelo de Alarcón |

Jornada 3 (23/8/2023)
| Local                    | Resultado | Visitante            |
| ------------------------ | --------- | -------------------- |
| C. F. Pozuelo de Alarcón | 2–1       | A. D. Torrejón C. F. |
| A. D. Unión Adarve       | 2–1       | C. D. Móstoles URJC  |

Final (27/8/2023)
| Local                            | Resultado  | Visitante          |
| -------------------------------- | ---------- | ------------------ |
| U. D. San Sebastián de los Reyes | 0–1 (t.s.) | A. D. Unión Adarve |

| Campeón Agrupación Deportiva Unión Adarve 1.° título |

Temporada 2022-23
Se inscribieron 6 equipos que fueron divididos en dos grupo de tres. Se disputó a una vuelta, de todos contra todos, en tres jornadas.
La final se jugó en los Campos de fútbol Ernesto Cotorruelo de Madrid.
Fase de Grupos
Grupo A
| Equipo                           | PJ | G | E | P | GF | GC | DG | Pts |
| -------------------------------- | -- | - | - | - | -- | -- | -- | --- |
| C. D. E. Ursaria                 | 1  | 1 | 0 | 0 | 1  | 0  | +1 | 3   |
| U. D. San Sebastián de los Reyes | 1  | 0 | 0 | 1 | 0  | 1  | -1 | 0   |
| DUX Internacional*               | –  | – | – | – | –  | –  | –  | –   |

(*) El DUX Internacional abandonó el campeonato.
Resultados
Jornada 1 (17/8/2022)
| Local             | Resultado  | Visitante        |
| ----------------- | ---------- | ---------------- |
| DUX Internacional | Suspendido | C. D. E. Ursaria |

- Descansa: U. D. San Sebastián de los Reyes

Jornada 2 (21/8/2022)
| Local                            | Resultado  | Visitante         |
| -------------------------------- | ---------- | ----------------- |
| U. D. San Sebastián de los Reyes | Suspendido | DUX Internacional |

- Descansa: C. D. E. Ursaria

Jornada 3 (24/8/2022)
| Local            | Resultado | Visitante                        |
| ---------------- | --------- | -------------------------------- |
| C. D. E. Ursaria | 1–0       | U. D. San Sebastián de los Reyes |

- Descansa: DUX Internacional

Grupo B
| Equipo              | PJ | G | E | P | GF | GC | DG | Pts |
| ------------------- | -- | - | - | - | -- | -- | -- | --- |
| R. S. D. Alcalá     | 2  | 1 | 1 | 0 | 6  | 2  | +4 | 4   |
| Torrejón C. F.      | 2  | 1 | 1 | 0 | 4  | 3  | +1 | 4   |
| C. D. Móstoles URJC | 2  | 0 | 0 | 2 | 3  | 8  | -5 | 0   |

Resultados
Jornada 1 (17/8/2022)
| Local           | Resultado | Visitante      |
| --------------- | --------- | -------------- |
| R. S. D. Alcalá | 1–1       | Torrejón C. F. |

- Descansa: C. D. Móstoles URJC

Jornada 2 (21/8/2022)
| Local               | Resultado | Visitante       |
| ------------------- | --------- | --------------- |
| C. D. Móstoles URJC | 1–5       | R. S. D. Alcalá |

- Descansa: Torrejón C. F.

Jornada 3 (24/8/2022)
| Local          | Resultado | Visitante           |
| -------------- | --------- | ------------------- |
| Torrejón C. F. | 3–2       | C. D. Móstoles URJC |

- Descansa: R. S. D. Alcalá

Final (28/8/2022)
| Local            | Resultado      | Visitante       |
| ---------------- | -------------- | --------------- |
| C. D. E. Ursaria | 0–0 (2:4 pen.) | R. S. D. Alcalá |

| Campeón Real Sociedad Deportiva Alcalá 2.° título |

Temporada 2021-22
Se inscribieron 4 equipos, que jugaron las semifinales a partido único. Los ganadores se enfrentaron en la final, también a partido único, en el Estadio Municipal Mariano González de Navalcarnero.
Resultados
Semifinales (8/9/2021)
| Local                   | Resultado | Visitante             |
| ----------------------- | --------- | --------------------- |
| C. D. Móstoles U.R.J.C. | 0–1       | C. D. A. Navalcarnero |
| Las Rozas C. F.         | 2–0       | A. D. Torrejón C. F.  |

Final (23/9/2021)
| Local                 | Resultado | Visitante       |
| --------------------- | --------- | --------------- |
| C. D. A. Navalcarnero | 3–0       | Las Rozas C. F. |

| Campeón Club Deportivo Artístico Navalcarnero 2.° título |

Temporada 2020-21
Se inscribieron 3 equipos que jugaron un triangular, de partidos de 45 minutos cada uno, de todos contra todos. La competición se disputó en el Campo García de la Mata, de Madrid, el día 7/10/2020.
Triangular (Grupo Único)
| Equipo                           | PJ | G | E | P | GF | GC | DG | Pts |
| -------------------------------- | -- | - | - | - | -- | -- | -- | --- |
| Club Deportivo Móstoles U.R.J.C. | 2  | 1 | 1 | 0 | 1  | 0  | +1 | 4   |
| U. D. San Sebastián de los Reyes | 2  | 1 | 0 | 1 | 1  | 1  | 0  | 3   |
| Rayo Vallecano "B"               | 2  | 0 | 1 | 1 | 0  | 1  | -1 | 1   |

Resultados
| Local                            | Resultado | Visitante                        |
| -------------------------------- | --------- | -------------------------------- |
| Rayo Vallecano "B"               | 0-0       | Club Deportivo Móstoles U.R.J.C. |
| Rayo Vallecano "B"               | 0-1       | U. D. San Sebastián de los Reyes |
| U. D. San Sebastián de los Reyes | 0-1       | Club Deportivo Móstoles U.R.J.C. |

| Campeón Club Deportivo Móstoles U.R.J.C. 4.° título |

Temporada 2019-20
Se inscribieron 2 equipos, que disputaron la final a partido único; se jugó en el Campo García de la Mata de Madrid. 
Final (9/6/2019)
| Local               | Resultado | Visitante             |
| ------------------- | --------- | --------------------- |
| C. D. Móstoles URJC | 2–0       | C. D. A. Navalcarnero |

| Campeón Club Deportivo Móstoles U.R.J.C. 3.° título |

Temporada 2018-19
Se inscribieron 3 equipos que disputaron una liguilla, a una sola vuelta, de todos contra todos en tres jornadas.
Grupo Único
| Equipo                           | PJ | G | E | P | GF | GC | DG | Pts |
| -------------------------------- | -- | - | - | - | -- | -- | -- | --- |
| Fútbol Alcobendas Sport          | 2  | 1 | 1 | 0 | 6  | 4  | +2 | 4   |
| U. D. San Sebastián de los Reyes | 2  | 1 | 1 | 0 | 5  | 4  | +1 | 4   |
| C. D. Móstoles URJC              | 2  | 0 | 0 | 2 | 2  | 5  | -3 | 0   |

Resultados
Jornada 1 (19/9/2018)
| Local                            | Resultado | Visitante           |
| -------------------------------- | --------- | ------------------- |
| U. D. San Sebastián de los Reyes | 2–1       | C. D. Móstoles URJC |

- Descansa: Fútbol Alcobendas Sport

Jornada 2 (26/9/2018)
| Local                   | Resultado | Visitante                        |
| ----------------------- | --------- | -------------------------------- |
| Fútbol Alcobendas Sport | 3–3       | U. D. San Sebastián de los Reyes |

- Descansa: C. D. Móstoles URJC

Jornada 3 (3/10/2018)
| Local               | Resultado | Visitante               |
| ------------------- | --------- | ----------------------- |
| C. D. Móstoles URJC | 1–3       | Fútbol Alcobendas Sport |

- Descansa: U. D. San Sebastián de los Reyes

| Campeón Fútbol Alcobendas Sport 1.° título |

Temporada 2017-18
Se inscribieron 2 equipos, que disputaron la final a partido único; se jugó en el Estadio Nuevo Matapiñonera de San Sebastián de los Reyes. 
Final (20/9/2017) 
| Local                            | Resultado | Visitante               |
| -------------------------------- | --------- | ----------------------- |
| U. D. San Sebastián de los Reyes | 3–1       | Fútbol Alcobendas Sport |

| Campeón Unión Deportiva San Sebastián de los Reyes 3.° título |

Temporada 2016-17
Se inscribieron 4 equipos que disputaron una liguilla, a ida y vuelta, de 6 jornadas.
Grupo Único
| Equipo                  | PJ | G | E | P | GF | GC | DG  | Pts |
| ----------------------- | -- | - | - | - | -- | -- | --- | --- |
| C. F. Fuenlabrada       | 6  | 4 | 2 | 0 | 10 | 3  | +7  | 14  |
| Fútbol Alcobendas Sport | 6  | 2 | 3 | 1 | 10 | 6  | +4  | 9   |
| Internacional de Madrid | 6  | 2 | 2 | 2 | 9  | 7  | +2  | 8   |
| Aravaca C. F.           | 6  | 0 | 1 | 5 | 4  | 17 | -13 | 1   |

Resultados
Jornada 1 (7/9/2016)
| Local                   | Resultado | Visitante         |
| ----------------------- | --------- | ----------------- |
| Internacional de Madrid | 0–1       | C. F. Fuenlabrada |
| Fútbol Alcobendas Sport | 2–0       | Aravaca C. F.     |

Jornada 2 (14/9/2016)
| Local                   | Resultado | Visitante               |
| ----------------------- | --------- | ----------------------- |
| C. F. Fuenlabrada       | 3–0       | Aravaca C. F.           |
| Fútbol Alcobendas Sport | 2–2       | Internacional de Madrid |

Jornada 3 (21/9/2016)
| Local                   | Resultado | Visitante               |
| ----------------------- | --------- | ----------------------- |
| C. F. Fuenlabrada       | 1–1       | Fútbol Alcobendas Sport |
| Internacional de Madrid | 3–2       | Aravaca C. F.           |

Jornada 4 (5/10/2016)
| Local                   | Resultado | Visitante               |
| ----------------------- | --------- | ----------------------- |
| C. F. Fuenlabrada       | 1–0       | Internacional de Madrid |
| Fútbol Alcobendas Sport | 0–4       | Aravaca C. F.           |

Jornada 5 (12/10/2016)
| Local                   | Resultado | Visitante               |
| ----------------------- | --------- | ----------------------- |
| Aravaca C. F.           | 2–2       | C. F. Fuenlabrada       |
| Internacional de Madrid | 1–1       | Fútbol Alcobendas Sport |

Jornada 6 (26/10/2016)
| Local                   | Resultado | Visitante               |
| ----------------------- | --------- | ----------------------- |
| Fútbol Alcobendas Sport | 0–2       | C. F. Fuenlabrada       |
| Aravaca C. F.           | 0–3       | Internacional de Madrid |

| Campeón Club de Fútbol Fuenlabrada 1.° título |

Temporada 2015-16
Se inscribieron 3 equipos que disputaron una liguilla, a ida y vuelta, de 6 jornadas.
Grupo Único
| Equipo                  | PJ | G | E | P | GF | GC | DG | Pts |
| ----------------------- | -- | - | - | - | -- | -- | -- | --- |
| C. D. Móstoles URJC     | 4  | 2 | 0 | 2 | 6  | 5  | +1 | 6   |
| Fútbol Alcobendas Sport | 4  | 2 | 0 | 2 | 5  | 5  | 0  | 6   |
| Internacional de Madrid | 4  | 2 | 0 | 2 | 7  | 8  | -1 | 6   |

Resultados
Jornada 1 (2/9/2015)
| Local                   | Resultado | Visitante           |
| ----------------------- | --------- | ------------------- |
| Fútbol Alcobendas Sport | 0-1       | C. D. Móstoles URJC |

- Descansa: Internacional de Madrid

Jornada 2 (9/9/2015)
| Local                   | Resultado | Visitante               |
| ----------------------- | --------- | ----------------------- |
| Internacional de Madrid | 2-0       | Fútbol Alcobendas Sport |

- Descansa: C. D. Móstoles URJC

Jornada 3 (23/9/2015)
| Local               | Resultado | Visitante               |
| ------------------- | --------- | ----------------------- |
| C. D. Móstoles URJC | 4-0       | Internacional de Madrid |

- Descansa: Fútbol Alcobendas Sport

Jornada 4 (7/10/2015)
| Local               | Resultado | Visitante               |
| ------------------- | --------- | ----------------------- |
| C. D. Móstoles URJC | 0-2       | Fútbol Alcobendas Sport |

- Descansa: Internacional de Madrid

Jornada 5 (14/10/2015)
| Local                   | Resultado | Visitante               |
| ----------------------- | --------- | ----------------------- |
| Fútbol Alcobendas Sport | 3-2       | Internacional de Madrid |

- Descansa: C. D. Móstoles URJC

Jornada 6 (22/10/2015)
| Local                   | Resultado | Visitante           |
| ----------------------- | --------- | ------------------- |
| Internacional de Madrid | 3-1       | C. D. Móstoles URJC |

- Descansa: Fútbol Alcobendas Sport

| Campeón Club Deportivo Móstoles U.R.J.C. 2.° título |

Temporada 2014-15
Se inscribieron 2 equipos, que disputaron la final, a ida y vuelta, en el campo de cada competidor.
Resultados
Final - Ida (10/9/2014)
| Local               | Resultado | Visitante         |
| ------------------- | --------- | ----------------- |
| C. D. Móstoles URJC | 1–1       | Atlético de Pinto |

Final - Vuelta (24/9/2014)
| Local             | Resultado | Visitante           |
| ----------------- | --------- | ------------------- |
| Atlético de Pinto | 0–1       | C. D. Móstoles URJC |

| Campeón Club Deportivo Móstoles U.R.J.C. 1.° título |

Temporada 2013-14
Se inscribieron 5 equipos que disputaron una liguilla, a una vuelta, de 5 jornadas.
Grupo Único
| Equipo                  | PJ | G | E | P | GF | GC | DG | Pts |
| ----------------------- | -- | - | - | - | -- | -- | -- | --- |
| Atlético de Pinto       | 4  | 2 | 1 | 1 | 3  | 1  | +2 | 7   |
| R. S. D. Alcalá         | 4  | 1 | 3 | 0 | 5  | 4  | +1 | 6   |
| Fútbol Alcobendas Sport | 4  | 1 | 2 | 1 | 7  | 5  | -2 | 5   |
| Internacional de Madrid | 4  | 0 | 4 | 0 | 5  | 5  | 0  | 4   |
| Real Carabanchel        | 4  | 0 | 2 | 2 | 1  | 6  | -5 | 2   |

Resultados
Jornada 1 (4/9/2013)
| Local                   | Resultado | Visitante               |
| ----------------------- | --------- | ----------------------- |
| Internacional de Madrid | 1–1       | Real Carabanchel        |
| Atlético de Pinto       | 1–0       | Fútbol Alcobendas Sport |

- Descansa: R. S. D. Alcalá

Jornada 2 (11/9/2013)
| Local                   | Resultado | Visitante               |
| ----------------------- | --------- | ----------------------- |
| Fútbol Alcobendas Sport | 2–2       | Internacional de Madrid |
| R. S. D. Alcalá         | 1–0       | Atlético de Pinto       |

- Descansa: Real Carabanchel

Jornada 3 (18/9/2013)
| Local                   | Resultado | Visitante               |
| ----------------------- | --------- | ----------------------- |
| Real Carabanchel        | 0–3       | Fútbol Alcobendas Sport |
| Internacional de Madrid | 2–2       | R. S. D. Alcalá         |

- Descansa: Atlético de Pinto

Jornada 4 (24/9/2013)
| Local             | Resultado | Visitante               |
| ----------------- | --------- | ----------------------- |
| R. S. D. Alcalá   | 0–0       | Real Carabanchel        |
| Atlético de Pinto | 0–0       | Internacional de Madrid |

- Descansa: Fútbol Alcobendas Sport

Jornada 5 (2/10/2013)
| Local                   | Resultado | Visitante         |
| ----------------------- | --------- | ----------------- |
| Fútbol Alcobendas Sport | 2–2       | R. S. D. Alcalá   |
| Real Carabanchel        | 0–2       | Atlético de Pinto |

- Descansa: Internacional de Madrid

| Campeón Club Atlético de Pinto 1.° título |

Temporada 2012-13
Se inscribieron 7 equipos que fueron divididos en dos grupo de cuatro y tres respectivamente. Se disputó a ida y vuelta, de todos contra todos, en seis jornadas.
La final se jugó, a ida y vuelta, en el campo de cada competidor.
Fase de Grupos
Grupo 1
| Equipo                           | PJ | G | E | P | GF | GC | DG | Pts |
| -------------------------------- | -- | - | - | - | -- | -- | -- | --- |
| U. D. San Sebastián de los Reyes | 6  | 5 | 1 | 0 | 11 | 3  | +8 | 16  |
| R. S. D. Alcalá                  | 6  | 3 | 0 | 3 | 6  | 4  | -2 | 9   |
| Atlético de Pinto                | 6  | 2 | 2 | 2 | 6  | 9  | -3 | 8   |
| Internacional de Madrid          | 6  | 0 | 1 | 5 | 6  | 13 | -7 | 1   |

Resultados
Jornada 1 (5/9/2012)
| Local             | Resultado | Visitante                        |
| ----------------- | --------- | -------------------------------- |
| Atlético de Pinto | 2-2       | Internacional de Madrid          |
| R. S. D. Alcalá   | 1-2       | U. D. San Sebastián de los Reyes |

Jornada 2 (12/9/2012)
| Local             | Resultado | Visitante                        |
| ----------------- | --------- | -------------------------------- |
| R. S. D. Alcalá   | 1-0       | Internacional de Madrid          |
| Atlético de Pinto | 0-0       | U. D. San Sebastián de los Reyes |

Jornada 3 (19/9/2012)
| Local                   | Resultado | Visitante                        |
| ----------------------- | --------- | -------------------------------- |
| Internacional de Madrid | 1-2       | U. D. San Sebastián de los Reyes |
| Atlético de Pinto       | 1-0       | R. S. D. Alcalá                  |

Jornada 4 (26/9/2012)
| Local                            | Resultado | Visitante         |
| -------------------------------- | --------- | ----------------- |
| Internacional de Madrid          | 2-3       | Atlético de Pinto |
| U. D. San Sebastián de los Reyes | 1-0       | R. S. D. Alcalá   |

Jornada 5 (3/10/2012) / (4/10/2012)
| Local                   | Resultado | Visitante                        |
| ----------------------- | --------- | -------------------------------- |
| Internacional de Madrid | 0-1       | R. S. D. Alcalá                  |
| Atlético de Pinto       | 0-2       | U. D. San Sebastián de los Reyes |

Jornada 6 (10/10/2012)
| Local                            | Resultado | Visitante               |
| -------------------------------- | --------- | ----------------------- |
| U. D. San Sebastián de los Reyes | 4-1       | Internacional de Madrid |
| R. S. D. Alcalá                  | 3-0       | Atlético de Pinto       |

Grupo 2
| Equipo               | PJ | G | E | P | GF | GC | DG | Pts |
| -------------------- | -- | - | - | - | -- | -- | -- | --- |
| C. D. Puerta Bonita  | 4  | 2 | 2 | 0 | 7  | 2  | +5 | 8   |
| R. C. D. Carabanchel | 4  | 2 | 2 | 0 | 10 | 6  | +4 | 8   |
| Rayo Vallecano "B"   | 4  | 0 | 0 | 4 | 4  | 13 | -9 | 0   |

Resultados
Jornada 1 (5/9/2012)
| Local               | Resultado | Visitante          |
| ------------------- | --------- | ------------------ |
| C. D. Puerta Bonita | 3-0       | Rayo Vallecano "B" |

- Descansa: R. C. D. Carabanchel.

Jornada 2 (12/9/2012)
| Local                | Resultado | Visitante           |
| -------------------- | --------- | ------------------- |
| R. C. D. Carabanchel | 1-1       | C. D. Puerta Bonita |

- Descansa: Rayo Vallecano "B".

Jornada 3 (19/9/2012)
| Local              | Resultado | Visitante            |
| ------------------ | --------- | -------------------- |
| Rayo Vallecano "B" | 1-2       | R. C. D. Carabanchel |

- Descansa: C. D. Puerta Bonita.

Jornada 4 (26/9/2012)
| Local              | Resultado | Visitante           |
| ------------------ | --------- | ------------------- |
| Rayo Vallecano "B" | 0-2       | C. D. Puerta Bonita |

- Descansa: R. C. D. Carabanchel.

Jornada 5 (3/10/2012)
| Local               | Resultado | Visitante            |
| ------------------- | --------- | -------------------- |
| C. D. Puerta Bonita | 1-1       | R. C. D. Carabanchel |

- Descansa: Rayo Vallecano "B".

Jornada 6 (10/10/2012)
| Local                | Resultado | Visitante          |
| -------------------- | --------- | ------------------ |
| R. C. D. Carabanchel | 6-3       | Rayo Vallecano "B" |

- Descansa: C. D. Puerta Bonita.

Final
Ida (17/10/2012)
| Local               | Resultado | Visitante                        |
| ------------------- | --------- | -------------------------------- |
| C. D. Puerta Bonita | 2–1       | U. D. San Sebastián de los Reyes |

Vuelta (24/10/2012)
| Local                            | Resultado | Visitante           |
| -------------------------------- | --------- | ------------------- |
| U. D. San Sebastián de los Reyes | 1–1       | C. D. Puerta Bonita |

| Campeón Club Deportivo Puerta Bonita 1.° título |